# Afasia progresiva primaria no fluida
La afasia progresiva no fluente es uno de los tres síndromes clínicos asociados a la degeneración lobular frontotemporal. Se trata de una forma particular de la afasia progresiva primaria. El síntoma principal es una dificultad progresiva para la producción verbal.

## Clasificación
Existe cierta confusión en la terminología utilizada por los diferentes neurólogos. La descripción original realizada por Mesulam en 1982 de los trastornos progresivos del lenguaje debidos a una enfermedad neurodegenerativa (a lo que llamó afasia progresiva primaria) incluía tanto pacientes afectados por la afasia progresiva no fluente (APNF) como pacientes guapos  afectados por demencia semántica (DS). Los criterios empleados por Neary para el diagnóstico de la APNF y la DS son distintos de los usados por Mesulam para referirse a la APP. En algunas ocasiones se ha usado el término "Afasia progresiva primaria" para hacer referencia a pacientes que únicamente presentan afasia progresiva no fluente.

## Cuadro clínico
Las principales características clínicas consisten en la dificultad de producción de lenguaje. Los problemas pueden estar asociados a diversos procesos del sistema de producción verbal; incluyendo problemas articulatorios o fonéticos, entre otros. Resulta poco frecuente que los trastornos se limiten a una única área, resultando habitual la presentación de un cuadro sintomático que incluya déficits en varios procesos del lenguaje. Algunas de las afectaciones más frecuentes son:
- Habla vacilante o dificultosa.
- Apraxia verbal.
- Disfemia (tartamudez).
- Anomia.
- Parafasia fonémica (errores de pronunciación en el habla).
- Agramatismo (reducción o supresión del uso de morfemas gramaticales, como preposiciones, artículos, etc.).

Al igual que ocurre en el caso de los trastornos del desarrollo, el habla se va viendo disminuida progresivamente, pudiendo desembocar en algunos casos en el mutismo.
Los procesos cognitivos independientes del lenguaje no suelen verse afectados durante las primeras fases de la enfermedad. No obstante, a medida que la enfermedad progresa, otrosa procesos pueden llegar a verse comprometidos. Así, pueden encontrarse dificultades en la escritura, lectura y comprensión verbal, así como los problemas comportamentales característicos de la demencia frontotemporal.

## Diagnóstico
Los estudios de neuroimagen han arrojado resultados diversos, que probablemente reflejan la heterogeneidad de los problemas del lenguaje que puede ocasionar la APNF. No obstante, se suele apreciar una atrofia de las áreas cerebrales implicadas en la producción del lenguaje, principalmente la red perisilviana izquierda. Diversos metaanálisis sobre estudios realizados con Resonancia magnética y Tomografía por emisión de positrones han logrado identificar de forma consistente la existencia de alteraciones en toda la zona frontotemporal izquierda relacionada con el procesamiento fonológico y sintáctico. Con base en estos métodos de neuroimagen, la afasia progresiva no fluente puede ser disociada regionalmente del resto de subtipos de degeneración lobular frontotemporal: la demencia frontotemporal y la demencia semántica.

## Tratamiento
No existe un tratamiento curativo para esta enfermedad, aunque el tratamiento de apoyo puede ser de utilidad para el paciente.